# Margaret Joslin
Margaret Joslin (6 de agosto de 1883 – 14 de outubro de 1956) foi uma atriz norte-americana da era do cinema mudo. Ela apareceu em 166 filmes entre 1910 e 1923.

## Filmografia selecionada
- Three Jumps Ahead (1923)
- The Danger Point (1922)
- A Jazzed Honeymoon (1919)
- Just Neighbors (1919)
- Crack Your Heels (1919)
- Young Mr. Jazz (1919)
- Just Dropped In (1919)
- Next Aisle Over (1919)
- The Dutiful Dub (1919)
- Look Out Below (1919)
- On the Fire (1919)
- Ask Father (1919)
- Hustling for Health (1919)
- Wanted - $5,000 (1919)
- She Loves Me Not (1918)
- The Non-Stop Kid (1918)
- We Never Sleep (1917)
- Love, Laughs and Lather (1917)
- From Laramie to London (1917)
- Pinched (1917)
- Lonesome Luke Loses Patients (1917)
- Over the Fence (1917)
- Lonesome Luke's Wild Women (1917)
- Stop! Luke! Listen! (1917)
- Lonesome Luke on Tin Can Alley (1917)
- Luke's Shattered Sleep (1916)
- Luke, Rank Impersonator (1916)
- Luke's Movie Muddle (1916)
- Luke's Newsie Knockout (1916)
- Luke, Patient Provider (1916)
- Luke, the Gladiator (1916)
- Luke's Preparedness Preparations (1916)
- Luke, the Chauffeur (1916)
- Luke and the Bang-Tails (1916)
- Luke's Speedy Club Life (1916)
- Luke and the Mermaids (1916)
- Luke Joins the Navy (1916)
- Luke Does the Midway (1916)
- Luke's Lost Lamb (1916)
- It Can't Be True! (1916)
- Alkali Ike's Motorcycle (1912)
- Alkali Ike's Auto (1911)